# イネコン・トラム
イネコン・トラム（Inekon Trams a.c.）は、チェコ・オストラヴァに本社を置く鉄道車両メーカー。主に路面電車車両の製造を手掛けており、イネコン・グループ（Inekon Group）の傘下企業である。この項目では、イネコン・トラムが展開する路面電車車両についても解説する。

## 歴史
1990年に設立され、チェコ（旧：チェコスロバキア）のプラハに本社を置くイネコン・グループは、設立当初東側諸国を中心に路面電車車両の大規模なシェアを誇っていた鉄道車両メーカーのČKDタトラを買収する計画を立てていた。最終的に実現する事はなかったが、ČKDタトラの経営に不満を持っていた一部の従業員が移籍した事で、イネコン・グループは本格的に路面電車市場に参加する事になった。
1996年以降、イネコン・グループは同じく路面電車市場への参入を目指していたシュコダ・トランスポーテーションとの合弁事業を立ち上げ、イネコン側が機器設計や展開、シュコダ側が車体設計や製造を担当し、1998年以降03T "アストラ"の販売を開始した。更に2000年から製造が開始された両運転台式の10T "エレクトラ"はアメリカ各地の路面電車に導入され、市場を世界へ広げるきっかけとなった。
だが、シュコダ側との意見の相違や不均衡が要因となり、互いに訴訟を起こし合う事態に発展したことで、2001年をもって両社は合弁事業を終了し、独自の展開を行う事になった。シュコダ側が引き続き03Tの販売を続け、"エレクトラ"へ発展した一方、イネコン・グループはオストラヴァ交通局（DPO）の車庫を用いた新たな製造工場を作り、同社とのジョイント・ストック・カンパニーであるDPO-イネコンを2001年に設立し、03Tや10Tの設計を受け継いだ路面電車ブランド・トリオ（Trio）を立ち上げた。
2005年に社名を現在のイネコン・トラムへと変更し、以降は"トリオ"を始めとする新型路面電車をチェコやアメリカ各地の路線に向けて展開している一方、軌道の修繕工事や旧型車両の更新工事も受け持っている。

## 主要製品

### 01 トリオ（01 Trio）

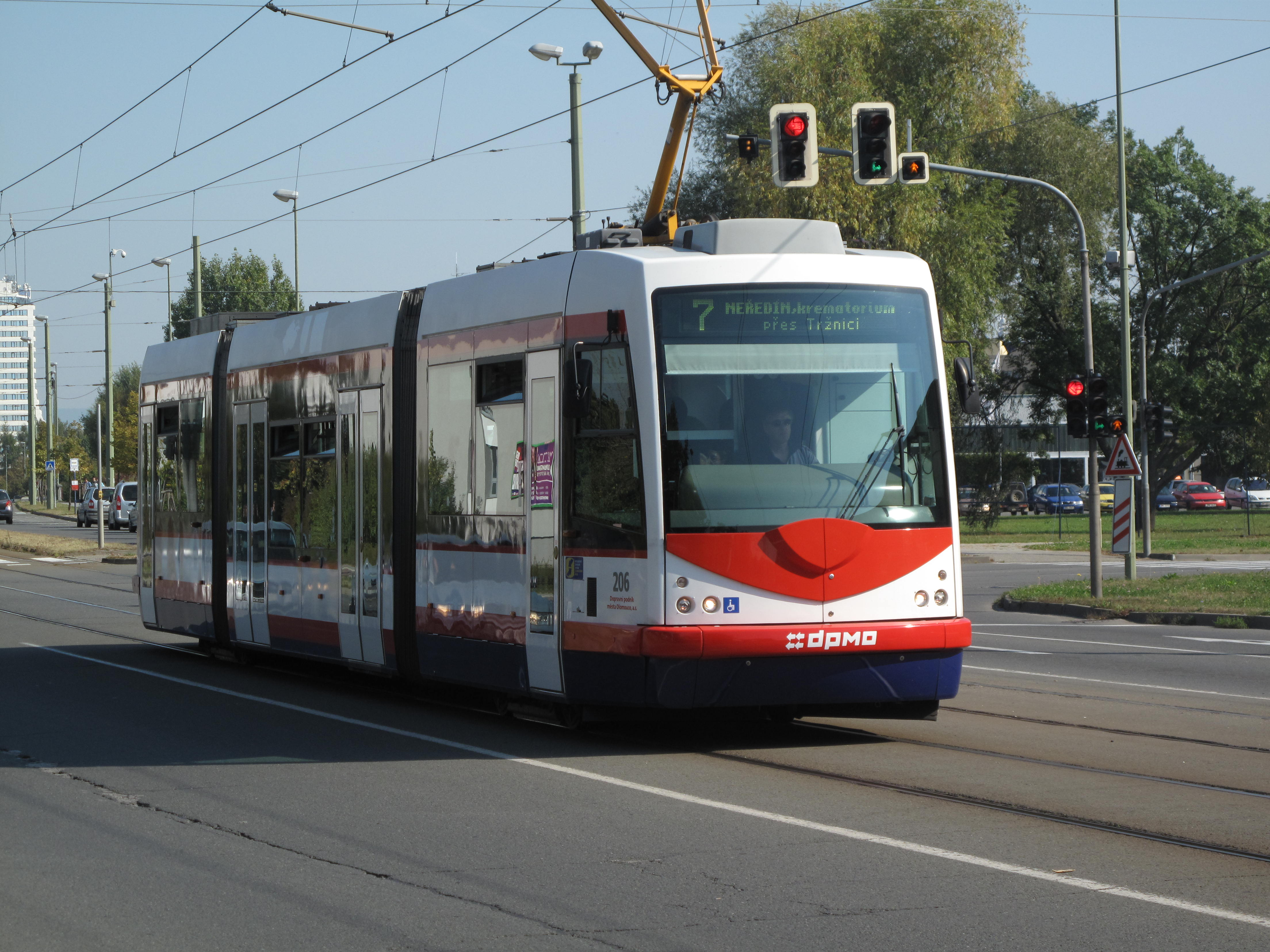
01 トリオ（オロモウツ市電）

ヨーロッパ向けの片運転台式3車体連接車。2019年現在チェコの2都市に導入されている。

### 12 トリオ（12 Trio）

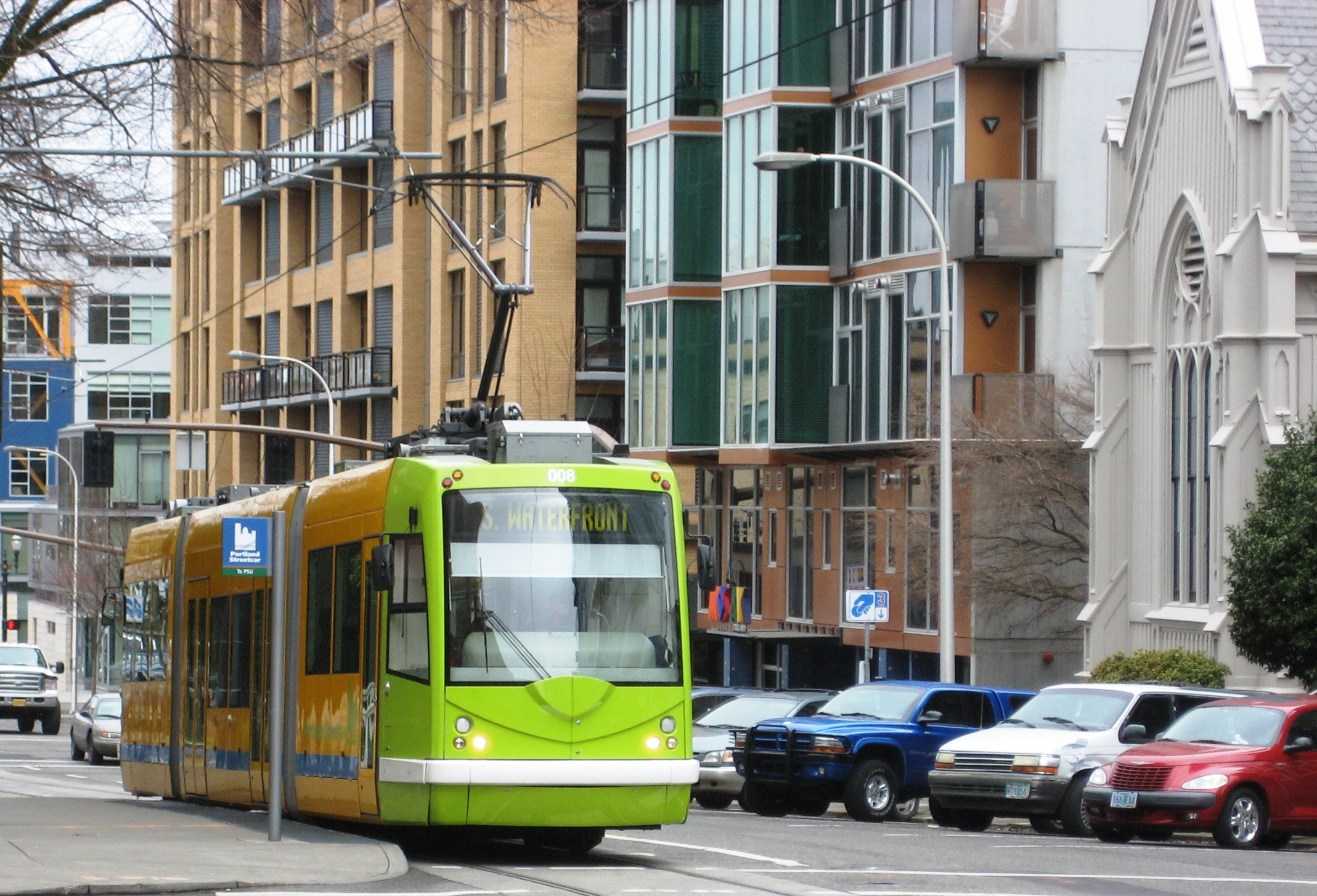
12 トリオ（ポートランド・ストリートカー）

アメリカ向けの両運転台式3車体連接車。2019年現在3都市に導入されている。

### 11 ペント（11 Pento）
ヨーロッパの路面電車へ向けて、3車体連接車の"トリオ"を基に開発された片運転台式の5車体連接車。編成は台車を備えた短い3つの車体とそれらに挟まれた2つのフローティング車体で構成され、車内の64％が低床構造となっている。両端の車体に設置された台車はトリオと同様に2基の三相誘導電動機を搭載した動力台車となっており、故障など何らかの異常が発生した場合は片方の台車の電動機を停止させ、もう片方の動力台車を用いて走行する事が可能である。車内にはドイツやチェコの基準を満たした空調装置が常備され、運転台は冷暖房双方、客室は暖房・換気機能が搭載されるが、顧客の要望に応じて客室にも冷房を設置する事が出来る。
| 形式        | 製造年       | 総数          | 軌間     | 編成                            | 運転台                    | 台車数                          | 備考・参考 |
| ----------- | ------------ | ------------- | -------- | ------------------------------- | ------------------------- | ------------------------------- | ---------- |
| "11 ペント" | ？           | 1編成(試作車) | 1,435mm  | 5車体連接車                     | 片運転台                  | 2基（動力台車） 1基（付随台車） | [ 12 ]     |
| "11 ペント" | 全長         | 全幅          | 全高     | 床面高さ                        | 低床率                    | 車輪経                          | 軸距       |
| "11 ペント" | 30,210mm     | 2,460mm       | 3,460mm  | 350mm(低床部分) 780mm(高床部分) | 64%                       | 610mm                           | 1,880mm    |
| "11 ペント" | 電圧         | 重量          | 最高速度 | 定員 （乗車密度5人/㎡時）       | 定員 （乗車密度8人/㎡時） | 電動機出力                      | 編成出力   |
| "11 ペント" | 直流600-750V | 36.0t         | 70km/h   | 214人                           | 304人                     | 90kW （三相誘導電動機）         | 360kW      |

### 04 スペリオル（04 Superior）
ヨーロッパの路面電車向けの片運転台式3車体連接車。構造は"トリオ"や"ペント"から一新され、3つの大型車体が用いられる編成になった他、両端の車体に1基ずつ設置されている動力台車を含め、全ての台車は中央部に回転軸を有しており、曲線走行時の線路や車輪の摩耗が大幅に抑制される。中間車体に設置された2基の台車については顧客の要望に応じて動力の有無を選択する事が出来、それに応じて車内の低床率も50 - 70％と変化する。車両のデザインはチェコのインダストリアルデザイナーであるパトリック・コタスが手掛けており、歴史的な建造物との調和や安全性を重視した外見・内装に仕上がっている。
| 形式            | 製造年       | 総数            | 軌間     | 編成                            | 運転台                    | 台車数                  | 備考・参考                  |
| --------------- | ------------ | --------------- | -------- | ------------------------------- | ------------------------- | ----------------------- | --------------------------- |
| "04 スペリオル" | -            | 0編成(計画のみ) | 1,435mm  | 3車体連接車                     | 片運転台                  | 4基                     | [ 14 ]                      |
| "04 スペリオル" | 全長         | 全幅            | 全高     | 床面高さ                        | 低床率                    | 車輪経                  | 軸距                        |
| "04 スペリオル" | 32,620mm     | 2,460mm         | 3,460mm  | 350mm(低床部分) 780mm(高床部分) | 50-70%                    | 610mm                   | 1,800mm                     |
| "04 スペリオル" | 電圧         | 重量            | 最高速度 | 定員 （乗車密度5人/㎡時）       | 定員 （乗車密度8人/㎡時） | 電動機出力              | 編成出力 (全台車動力台車時) |
| "04 スペリオル" | 直流600-750V | 42.0t           | 70km/h   | 230人                           | 324人                     | 70kW （三相誘導電動機） | 560kW                       |

### スペリオル・プラス（Superior Plus）

#### トロント向け車両
カナダ・トロントの路面電車であるトロント市電の新型車両導入計画にあたり、イネコン・トラムは2001年に合弁事業を解消したシュコダ・トランスポーテーションと再度の業務提携の合意を結び、共同で車内全体が低床構造となる100％超低床電車の設計を実施した。市電を運営するトロント交通局から提示された条件に基づき、半径13mの曲線区間を走行できるよう、旧共産圏に導入された連接車である"KT4"の構造を基に、各車体に1基の台車が配置されるよう設計が行われ、中間車体の台車は車体下部のサブフレームで接続する構造が採用された。編成は片運転台式の4車体連接式で、集電装置はトロント市電で伝統的に用いられるポールが使われる事になっていた。
だが、2009年にトロント交通局は新型車両としてボンバルディア・トランスポーテーションが手掛けるフレキシティ・アウトルックを導入することを発表したため、トロント市電向けのスペリオル・プラスが製造される事はなかった。
| 形式                 | 製造年   | 総数            | 軌間     | 編成        | 運転台   | 台車数          | 備考・参考 |
| -------------------- | -------- | --------------- | -------- | ----------- | -------- | --------------- | ---------- |
| "スペリオル・プラス" | -        | 0編成(計画のみ) | 1,495mm  | 4車体連接車 | 片運転台 | 4基（動力台車） | [ 15 ]     |
| "スペリオル・プラス" | 全長     | 全幅            | 全高     | 床面高さ    | 低床率   | 車輪経          | 軸距       |
| "スペリオル・プラス" | 30,780mm | 2,500mm         | 3,962mm  | 350-470mm   | 100%     | ？              | 1,800mm    |
| "スペリオル・プラス" | 電圧     | 重量            | 最高速度 | 着席定員    | 立席定員 | 電動機出力      | 編成出力   |
| "スペリオル・プラス" | 直流600V | ？              | ？       | 62人        | ？       | ？              | ？         |

#### 中国向け車両
発展著しい中国の路面電車市場への参入を模索したイネコンは、2014年7月23日に中国鉄路通信信号（CRSC）、湘潭電機（XEMC）との合弁会社である"通號軌道車輛有限公司"（THRV）を設立し、同年に試作車の製造を実施した。
編成は04 スペリオルに類似した両運転台式の3車体連接式で、車体デザインもパトリック・コタスが手掛けたものを用いているが、台車の外側に電動機を配置する事で車内全体が床上高さ350 - 470 mmの低床構造となっており、210 スペリオル・プラス（210 Superior Plus）という形式名が与えられた。しかし、チェコでの試運転にあたり中国側の仕様と合致しない箇所を変更する必要があった事や、12 トリオの発送の遅延への対処から、オストラヴァ市電の線路を用いた試運転の開始は2016年9月からとなった。
| 形式                     | 製造年   | 総数          | 軌間     | 編成                          | 運転台                        | 台車数                  | 備考・参考 |
| ------------------------ | -------- | ------------- | -------- | ----------------------------- | ----------------------------- | ----------------------- | ---------- |
| "210 スペリオル・プラス" | 2014     | 1編成(試作車) | 1,435mm  | 3車体連接車                   | 両運転台                      | 4基（動力台車）         | [ 19 ]     |
| "210 スペリオル・プラス" | 全長     | 全幅          | 全高     | 床面高さ                      | 低床率                        | 車輪経                  | 軸距       |
| "210 スペリオル・プラス" | 33,500mm | 2,400mm       | 3,480mm  | 350-470mm                     | 100%                          | 600mm                   | 1,800mm    |
| 電圧                     | 重量     | 最高速度      | 着席定員 | 立席定員 （乗車密度4人/㎡時） | 立席定員 （乗車密度8人/㎡時） | 電動機出力              | 編成出力   |
| 直流600V                 | 47.6t    | 75km/h        | 63人     | 224人                         | 321人                         | 75kW （三相誘導電動機） | 600kWずつ  |

### 車両更新事業

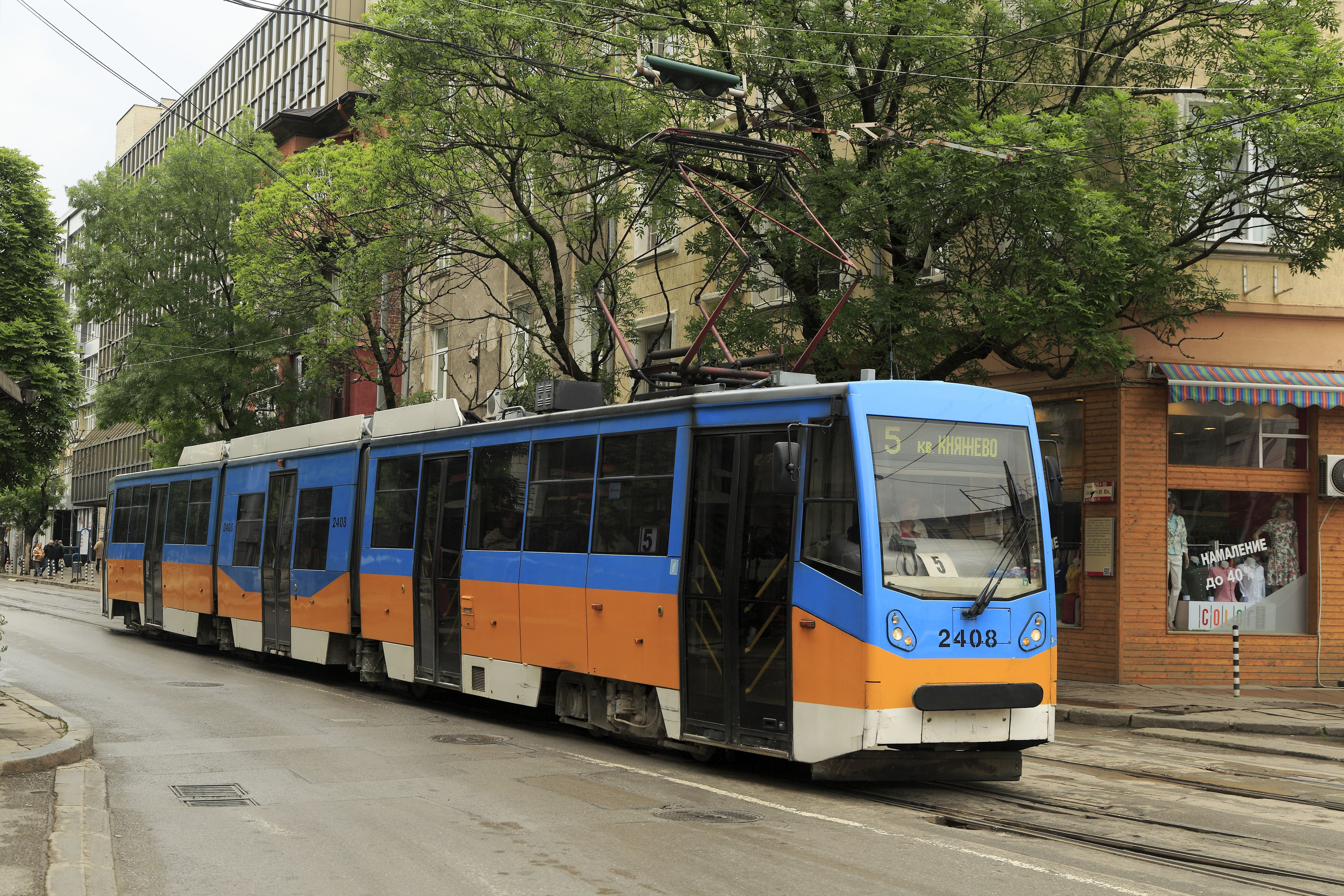
ブルガリア・ソフィア市電のT8M-700IT形
T6M形（2車体連接車）に低床式の中間車体が組み込まれた

新型車両の開発と並行し、イネコン・トラムでは旧共産圏で長期にわたって使用されていた旧型路面電車の更新事業も展開している。最大20年の延命を視野に置いた工事内容となっており、制動装置や制御装置の改修、最新の海外製の部品の導入などによりエネルギー消費量を最大40％削減する事が可能となる。また顧客の需要に応じて、車内の近代化、乗降扉の交換、台車の修理なども受け持っている。2006年までに実施された更新事業は以下の通りである。
- ロシア・イジェフスク市電（T3SU：4両） - 2001年
- セルビア・ベオグラード市電（KT4：30両） - 2002年-2003年
- ロシア・ウファ市電（T3SU：10両） - 2003年
- チェコ・プルゼニ市電（8両） - 2003年
- ロシア・モスクワ市電（T3SU：20両） - 2005年
- ブルガリア・ソフィア市電（T8M（ブルガリア語版）：20両） - 2006年